# 芳谷圭児
芳谷 圭児（よしたに けいじ、1937年1月19日 - 2021年4月16日）は東京都板橋区出身の漫画家。父親は児童漫画家の芳谷まさる。
1954年、貸本単行本『友情三つの星』でデビュー。以後、少年誌・少女誌・学年誌などで幅広く活躍。その傍ら、つのだじろうのアシスタントを務めていたが、1969年、赤塚不二夫のフジオプロ劇画部設立に参画。「週刊少年サンデー」にて学生運動をテーマにした『高校さすらい派』を発表し、映画化され反響を呼ぶ。1974年には古谷三敏と共にファミリー企画を設立。1981年に独立する。
2021年4月16日 死去。84歳。

## 備考
- 劇画『オリオン』[1]の挿話で電車の中で痴漢が足を踏まれるシーンがあり、その原作があまりにも絵にしづらい内面性を描いた内容だったのでそのニュアンスが描けないと述べたところ原作者の荒木一郎が「ヘタクソ」と言ったので激怒し、芳谷の師匠である赤塚不二夫[2]や梶原一騎を含めた漫画家協会全員に週刊誌がその件についてインタビューしてほとんどの人が「許せない！」とコメントして大きく発展し、[3]芳谷はその作品を三回で降板した。[4]

## 作品
- 高校生無頼控（原作：小池一夫）週刊漫画アクション - 1971年7月22日号〈No.30〉～1973年6月7日号〈No.24〉連載
- ぶれいボーイ〈無礼男子〉（原作：小池一夫）週刊漫画アクション - 1973年11月22日号〈No.53〉～1975年1月2日号〈No.1〉連載
- 男たちの神話（原作：滝沢解）週刊漫画アクション - 1975年1月9・16日合併特別号〈No.3・4〉～1975年10月9日号〈No.50〉連載
- カニバケツ（原作：小池一夫）週刊大衆 - 1976～1978年連載
- 学校の探偵（原作：小池一夫）週刊漫画アクション - 1979年4月5日号～1980年4月10日号連載
- 高校生無頼控外伝（原作：小池一夫）GORO - 1978年連載
- 小池一夫のザ・シビゴルフ
- 麻雀昭和怨歌（原作：小島武夫）
- 青春は果てしなき蒼空（原作：やまさき十三）
- 風のフィユ（原作：やまさき十三）
- 青春I・N・G（原作：やまさき十三）週刊少年チャンピオン
- らいばる物語（GOLFコミック）
- むかい風（原作：伊集院静）
- またも屋大吉（原作：牛次郎）
- ハムレット（シェークスピア原作。りぼん付録）
- 聖ハレンチ女学院（赤塚不二夫、古谷三敏との合作。りぼん付録）
- エンジン魂（週刊少年サンデー掲載）
- ガッツ4（週刊少年ジャンプにて70年42号～70年46号で連載）
- 劇画マルクス（72年 実業之日本社）
- よいしょDEトリプル（原作：小堀洋）

## アシスタント
- 木村知夫
- 武下純也